# Deutscher Filmpreis 2010

Logo der Deutschen Filmakademie

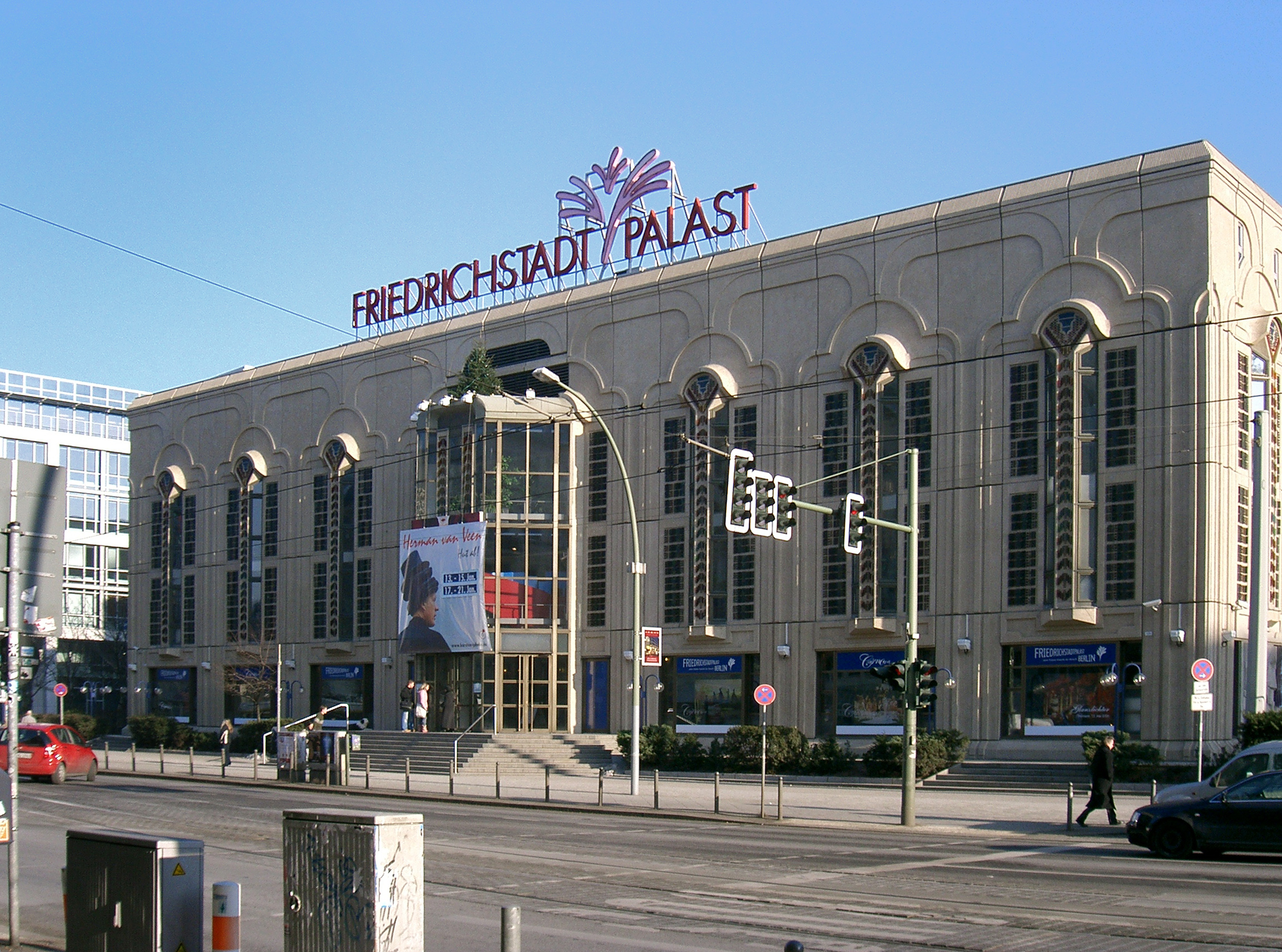
Der Friedrichstadtpalast, Veranstaltungsort des Deutschen Filmpreises 2010

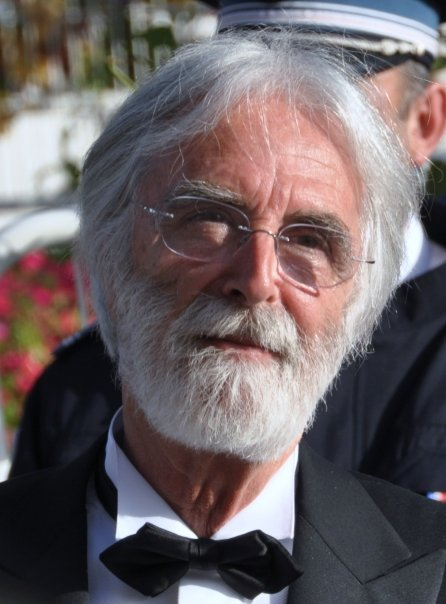
Beste Regie und Bestes Drehbuch: Michael Haneke

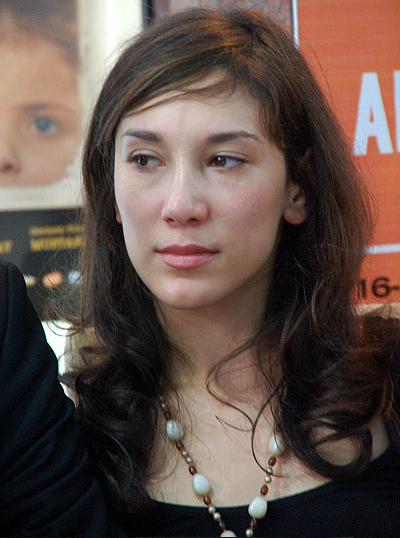
Beste weibliche Hauptrolle: Sibel Kekilli

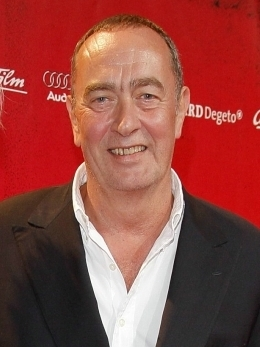
Bernd Eichinger bekam den Ehrenpreis

Die 60. Verleihung des Deutschen Filmpreises Lola fand am 23. April 2010 statt. Der Deutsche Filmpreis ist mit mehr als 2,8 Millionen Euro die höchstdotierte Kulturauszeichnung Deutschlands und wird von der 2003 gegründeten Deutschen Filmakademie in 16 Kategorien vergeben. Die Preisverleihung fand erstmals im Berliner Friedrichstadtpalast statt, moderiert wurde die Jubiläumsgala von Barbara Schöneberger.
Die Nominierungen waren am 19. März 2010 von den neuen Präsidenten der Filmakademie, den Schauspielern Iris Berben und Bruno Ganz, sowie dem Beauftragten der Bundesregierung für Kultur und Medien, Bernd Neumann, bekanntgegeben worden. Der bereits mit dem Europäischen Filmpreis und einem Golden Globe Award ausgezeichnete Film Das weiße Band – Eine deutsche Kindergeschichte ging als großer Favorit ins Rennen. Michael Hanekes Drama hatte bereits im Vorfeld mit insgesamt 13 Nominierungen einen neuen Rekord aufgestellt und konnte bei der Verleihung in zehn Kategorien triumphieren, darunter bester Film, Regie, Drehbuch, Hauptdarsteller (Burghart Klaußner) und Nebendarstellerin (Maria-Victoria Dragus). Hans-Christian Schmids Drama Sturm wurde mit dem Filmpreis in Silber ausgezeichnet und gewann die Auszeichnungen für Schnitt und Filmmusik. Feo Aladağs Die Fremde erhielt den Filmpreis in Bronze, während sich Hauptdarstellerin Sibel Kekilli nach 2004 (für Gegen die Wand) erneut den Preis für die beste Hauptdarstellerin sichern konnte.
Mit dem Ehrenpreis für hervorragende Verdienste um den deutschen Film wurde der Produzent, Regisseur und Drehbuchautor Bernd Eichinger ausgezeichnet. Eichinger habe wie kaum ein anderer den deutschen Film geprägt; seine Produktionen haben allein im deutschsprachigen Raum bisher mehr als 80 Millionen Besucher im Kino gesehen.

## Auswahlverfahren
Berücksichtigt wurden Filme, die zwischen dem 1. März 2009 und dem 28. Februar 2010 eine reguläre kommerzielle Auswertung im Kino hatten und die eine „erhebliche deutsche kulturelle Prägung“ aufwiesen. Ein Film hatte gemäß dem Reglement dann eine erhebliche deutsche kulturelle Prägung, wenn er in deutscher Sprache produziert wurde, der Regisseur oder der Produzent Deutscher oder dem deutschen Kulturkreis zuzurechnen oder eine deutsche Produktionsfirma maßgeblich an der Finanzierung des Films beteiligt war.
Erstmals wurden zur Vorauswahl drei getrennte Jurys benannt, die sich aus Mitgliedern der Deutschen Filmakademie, des Deutschen Bundestages und einem externen Branchenmitglied zusammensetzten. Es wurden 27 Spielfilme, neun Dokumentarfilme und vier Kinderfilme benannt, aus denen anschließend die rund 1200 Mitglieder der Akademie die Nominierungen in 16 Kategorien wählten. 2010 wurde erstmals eine Lola für das beste Maskenbild verliehen.

## Preisträger und Nominierungen
| Meiste Lolas         | Das weiße Band (10 Siege)         |
| Meiste Nominierungen | Das weiße Band (13 Nominierungen) |

### Bester Spielfilm
präsentiert von Bruno Ganz, Iris Berben und Bernd Neumann (Lola in Gold überreicht von Angela Merkel)
Das weiße Band – Eine deutsche Kindergeschichte (Filmpreis in Gold) – Produktion: Stefan Arndt
- Sturm (Filmpreis in Silber) – Produktion: Britta Knöller, Hans-Christian Schmid
- Die Fremde (Filmpreis in Bronze) – Produktion: Feo Aladağ, Züli Aladağ

Außerdem nominiert:
- Alle anderen – Produktion: Janine Jackowski, Dirk Engelhardt, Maren Ade
- Soul Kitchen – Produktion: Fatih Akin, Klaus Maeck
- Wüstenblume – Produktion: Peter Herrmann

### Bester Dokumentarfilm
präsentiert von Dieter Moor
Das Herz von Jenin – Produktion: Ernst Ludwig Ganzert, Ulli Pfau
- Die Frau mit den 5 Elefanten – Produktion: Thomas Tielsch

### Bester Kinderfilm
präsentiert von Barbara Schöneberger
Vorstadtkrokodile – Produktion: Lena Olbrich, Christian Becker
- Lippels Traum – Produktion: Ulrich Limmer

### Beste darstellerische Leistung – männliche Hauptrolle
präsentiert von Karoline Herfurth
Burghart Klaußner – Das weiße Band – Eine deutsche Kindergeschichte
- Fabian Hinrichs – Schwerkraft
- Henry Hübchen – Whisky mit Wodka
- Devid Striesow – So glücklich war ich noch nie

### Beste darstellerische Leistung – weibliche Hauptrolle
präsentiert von Christoph Waltz
Sibel Kekilli – Die Fremde
- Corinna Harfouch – This Is Love
- Susanne Lothar – Das weiße Band – Eine deutsche Kindergeschichte
- Birgit Minichmayr – Alle anderen

### Beste darstellerische Leistung – männliche Nebenrolle
präsentiert von Leonie Benesch, Simon Verhoeven, Christine Urspruch und Sibel Kekilli
Justus von Dohnányi – Männerherzen
- Rainer Bock – Das weiße Band – Eine deutsche Kindergeschichte
- Ulrich Noethen – Henri 4
- Settar Tanrıöğen – Die Fremde

### Beste darstellerische Leistung – weibliche Nebenrolle
präsentiert von Burghart Klaußner, Lena Stolze, Lotte Flack und Maxim Mehmet
Maria-Victoria Dragus – Das weiße Band – Eine deutsche Kindergeschichte
- Hannah Herzsprung – Vision – Aus dem Leben der Hildegard von Bingen
- Jördis Triebel – Die Päpstin
- Nadja Uhl – Männerherzen

### Beste Regie
präsentiert von Branko Lustig
Michael Haneke – Das weiße Band – Eine deutsche Kindergeschichte
- Maren Ade – Alle anderen
- Feo Aladağ – Die Fremde
- Hans-Christian Schmid – Sturm

### Bestes Drehbuch
präsentiert von Jessica Schwarz
Michael Haneke – Das weiße Band – Eine deutsche Kindergeschichte
- Feo Aladağ – Die Fremde
- Wolfgang Kohlhaase – Whisky mit Wodka
- Bernd Lange, Hans-Christian Schmid – Sturm

### Beste Kamera/Bildgestaltung
präsentiert von Ken Adam und Michael Ballhaus
Christian Berger – Das weiße Band – Eine deutsche Kindergeschichte
- Hagen Bogdanski – Hilde
- Jana Marsik – Lippels Traum
- Reinhold Vorschneider – Der Räuber

### Bester Schnitt
präsentiert von Kurt Krömer
Hansjörg Weißbrich – Sturm
- Andrew Bird – Soul Kitchen
- Andrea Mertens – Die Fremde
- Andreas Radtke – Die Tür
- Monika Willi – Das weiße Band – Eine deutsche Kindergeschichte

### Bestes Szenenbild
Christoph Kanter – Das weiße Band – Eine deutsche Kindergeschichte
- Thomas Freudenthal – Hilde
- Bernd Lepel – Die Päpstin
- Matthias Müsse – Wickie und die starken Männer

### Bestes Kostümbild
präsentiert von Liya Kebede
Moidele Bickel – Das weiße Band – Eine deutsche Kindergeschichte
- Lucie Bates – Hilde
- Esther Walz – Die Päpstin
- Ursula Welter – Vision – Aus dem Leben der Hildegard von Bingen

### Bestes Maskenbild
präsentiert von Jan Josef Liefers
Waldemar Pokromski, Anette Keiser – Das weiße Band – Eine deutsche Kindergeschichte
- Wolfgang Böge, Heiko Schmidt – Hilde
- Georg Korpás – Wickie und die starken Männer
- Gerhard Zeiss – Henri 4

### Beste Filmmusik
präsentiert von Jessica Schwarz
The Notwist – Sturm
- Ali N. Askin – Salami Aleikum
- Fabian Römer – Die Tür
- Ralf Wengenmayr – Wickie und die starken Männer

### Beste Tongestaltung
präsentiert von Kurt Krömer
Guillaume Sciama, Jean-Pierre Laforce – Das weiße Band – Eine deutsche Kindergeschichte
- Michael Kranz, Ben Rosenkind, Mario Hubert, Chrissi Rebay – Wickie und die starken Männer
- Jörg Krieger, Richard Borowski, Kai Storck – Die Tür
- Roland Winke, Stefan Busch, Michael Kranz – Die Päpstin

### Ehrenpreis für herausragende Verdienste um den deutschen Film
präsentiert von Senta Berger und Günter Rohrbach
Bernd Eichinger